# Digi Sport
Digi SportはルーマニアのRCS & RDS傘下に置くルーマニアのテレビチャンネル。2009年7月23日開局。